# Титовское (Московская область)
Титовское — село в Сергиево-Посадском районе Московской области России, входит в состав городского поселения Богородское.

## Население
| 1835 | 1850 | 1857 | 1859 | 1886 | 1895 | 1905 | 1926 |
| ---- | ---- | ---- | ---- | ---- | ---- | ---- | ---- |
| 296  | ↘286 | ↘279 | ↗319 | ↗470 | ↘393 | ↗445 | ↗460 |
| 2002 | 2006 | 2010 |      |      |      |      |      |
| ↘2   | ↗11  | ↘2   |      |      |      |      |      |

## География
Село Титовское расположено на севере Московской области, в восточной части Сергиево-Посадского района, примерно в 76 км к северу от Московской кольцевой автодороги и 23 км к северу от станции Сергиев Посад Ярославского направления Московской железной дороги.
В 7,5 км юго-восточнее деревни проходит Ярославское шоссе М8, в 15,5 км к югу — Московское большое кольцо А108, в 37 км к западу — автодорога Р112. Ближайший населённый пункт — деревня Борисово.
К селу приписано два садоводческих товарищества.

## История

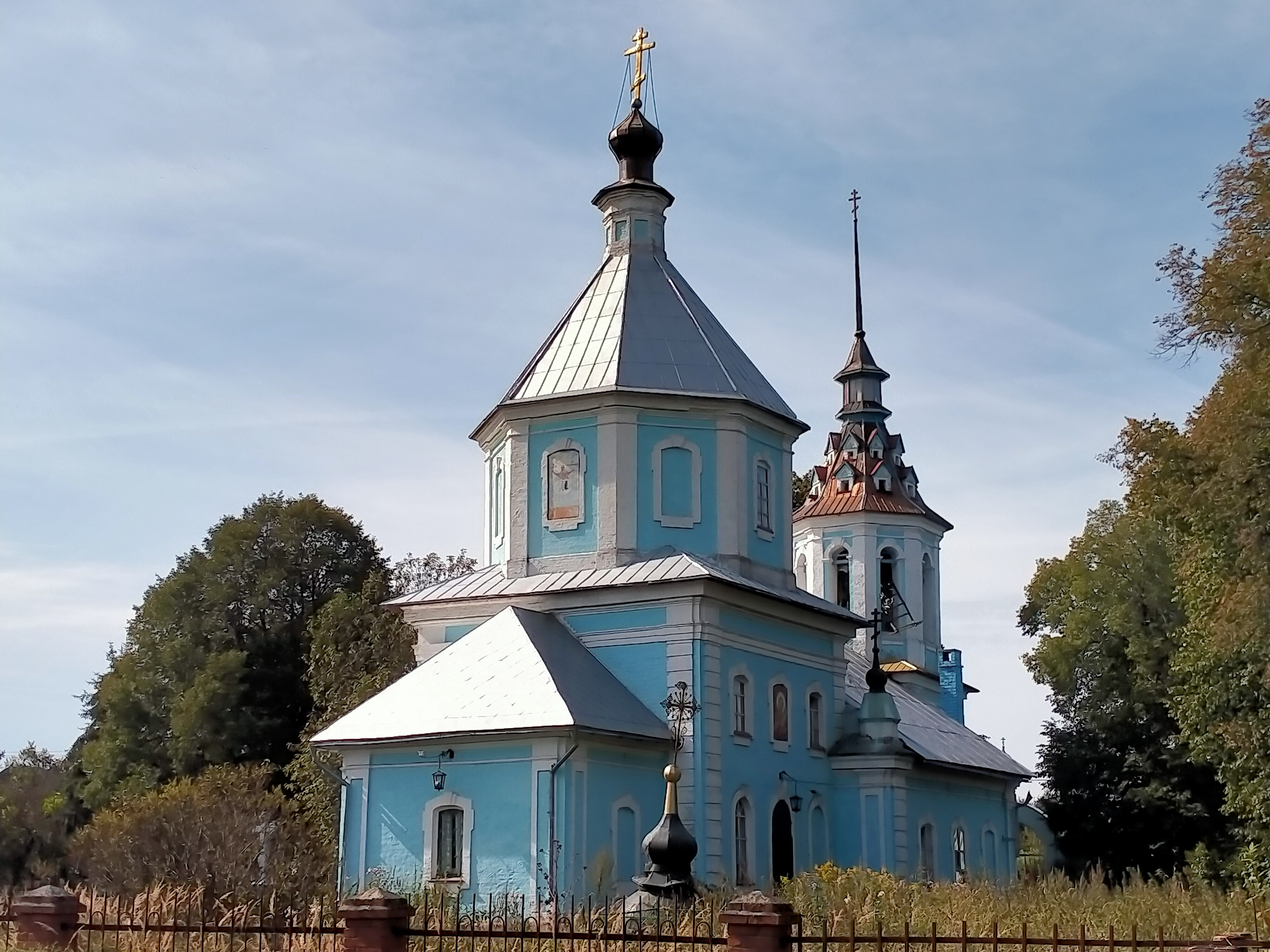
Церковь Тихвинской иконы Божией Матери в с. Титовское

В переписных книгах начала XVII века село с деревянной церковью во имя Димитрия Селунского записано за «царицына чину сыном боярским Пименом Васильевым».
В «Списке населённых мест» 1862 года — владельческое село 2-го стана Александровского уезда Владимирской губернии по левую сторону Никольского просёлочного тракта от Никольского перевоза через реку Дубну в город Александров, в 40 верстах от уездного города и 12 верстах от становой квартиры, при прудах, с 44 дворами, православной церковью и 319 жителями (152 мужчины, 167 женщин).
По данным на 1895 год — село Рогачёвской волости Александровского уезда с 393 жителями (191 мужчина, 202 женщины). Основным промыслом населения являлось хлебопашество, в зимнее время женщины и подростки занимались размоткой шёлка и клеением гильз, 83 человека уезжали в качестве фабричных рабочих и трактирной прислуги на отхожий промысел в Москву.
По материалам Всесоюзной переписи населения 1926 года — центр Титовского сельсовета Рогачёвской волости Сергиевского уезда Московской губернии в 9,6 км от Ярославского шоссе и 30,9 км от станции Сергиево Северной железной дороги; проживало 460 человек (194 мужчины, 266 женщин), насчитывалось 81 хозяйство (79 крестьянских).
С 1929 года — населённый пункт Московской области в составе:
- Выпуковского сельсовета Сергиевского района (1929—1930)[16],
- Выпуковского сельсовета Загорского района (1930—1963, 1965—1984)[17][18][19],
- Выпуковского сельсовета Мытищинского укрупнённого сельского района (1963—1965)[17],
- рабочего посёлка Богородское Загорского района, административное подчинение (1984—1991)[18],
- рабочего посёлка Богородское Сергиево-Посадского района, административное подчинение (1991—2006)[18],
- городского поселения Богородское Сергиево-Посадского района (2006 — н. в.)[20].

## Достопримечательности
Каменная церковь Иконы Божией Матери Тихвинская типа восьмерик на четверике с трапезной и шатровой колокольней, образец провинциального барокко. Выстроена вместо деревянного храма во имя Димитрия Селунского в 1758 году на средства помещиц — сестёр Е. А. Киреевской, А. А. Квашниной и Ф. А. Муравьёвой. Главный престол Тихвинский, в трапезной — Дмитриевский придел (Захарие-Елизаветинский упразднён в 1883 году).
В конце 1930-х была закрыта, возвращена верующим в 1993 году и отремонтирована.
Является объектом культурного наследия России как памятник градостроительства и архитектуры регионального значения.